# Metallbalg

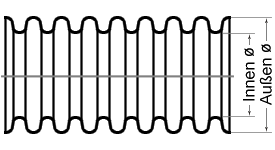
Prinzip eines Faltenbalges oder Wellrohres

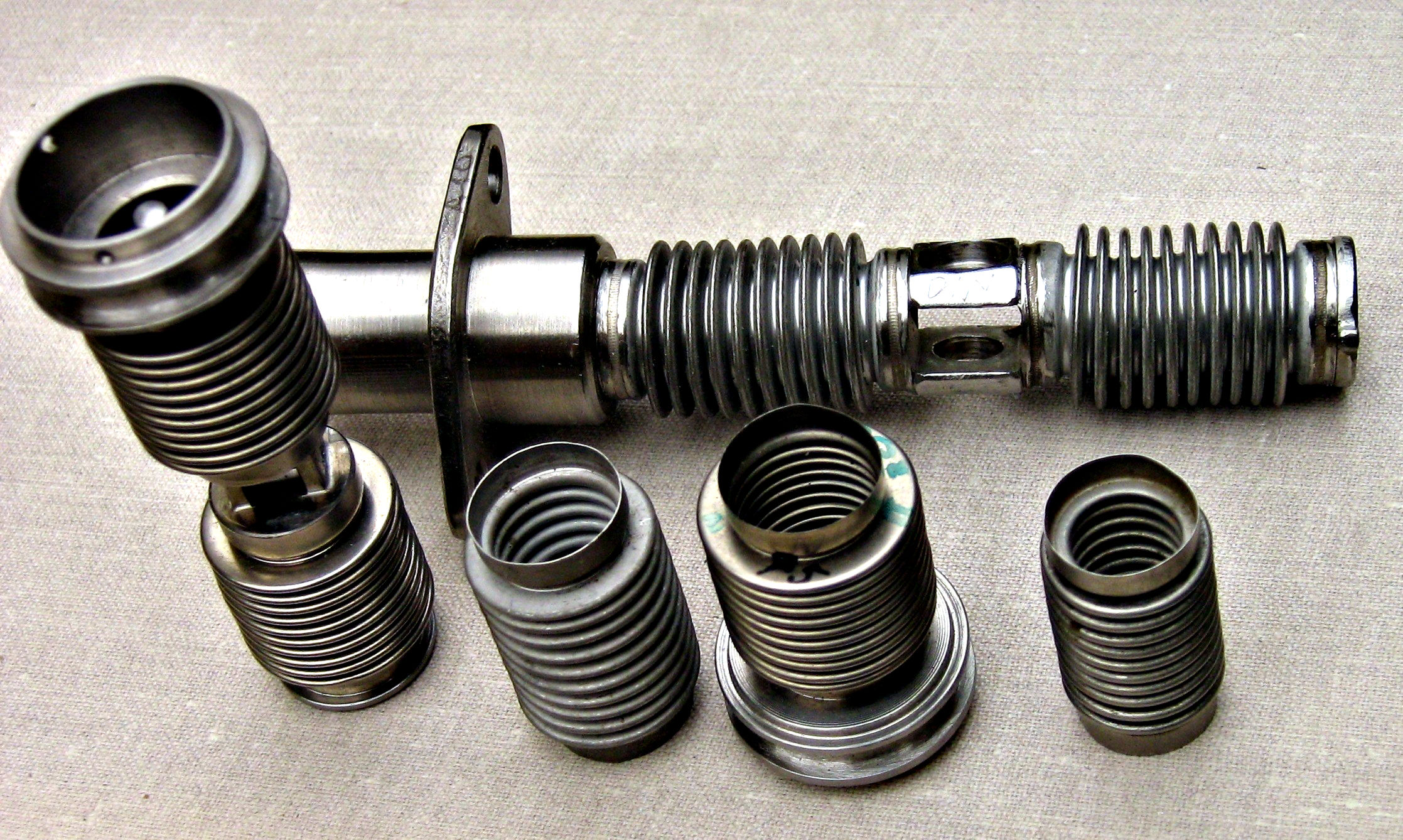
Metallbälge (Metallfaltenbälge, Metallwellrohre)

Metallbälge sind flexible Rohre aus Metall, mit dünner Wandstärke, die einen wellenförmig wechselnden Durchmesser haben, daher auch als Metallfaltenbälge oder Metallwellrohre bezeichnet werden.
Sie werden als Wellrohrkompensator in Rohrleitungen und Armaturen, als Metallbalgkupplung zwischen Wellen, als Trennmembrane in Hydraulikspeichern und für andere Zwecke eingesetzt.
Die Bälge werden aus dünnwandigen Rohren erzeugt, die aus dünnen Bändern (0,1 bis 0,8 mm) durch Längsnahtschweißung kontinuierlich hergestellt werden. Die nachfolgende Umformung zu einem Wellrohr kann isostatisch, hydraulisch oder mechanisch durch Rollen erfolgen.

Alle kalt verform- und schweißbaren Werkstoffe werden verarbeitet.
Die Bälge dienen zum Ausgleich von Bewegungen in axialer oder lateraler Richtung sowie zum Ausgleich von Winkelabweichungen der geometrischen Achsen der Flansche. Drehmomente werden starr und spielfrei übertragen.

## Mehrlagige Bälge
Zur Erhöhung  und Stabilität bei Erhaltung der Flexibilität werden Metallbälge auch mehrlagig gefertigt. Dabei werden als Wandung des Balgs mehrere dünne Metall-Lagen verwendet. Die Kombination unterschiedlicher Materialien bringt weitere Vorteile. Wird eine der Lagen im Laufe der Zeit beschädigt, verhindern die verbleibenden gasdichten Lagen ein Austreten des Mediums.
Für den Transport aggressiver Medien kann die innere Schicht aus einem korrosionsfesten Werkstoff gefertigt werden, die äußeren Schichten dagegen aus mechanisch günstigeren Materialien.

## Anwendungen

### Flexible Rohrverbindung
An Fahr- und Flugzeugmotoren, unter anderem in der Abgasanlage von Kraftfahrzeugen, werden so genannte Entkoppelelemente (siehe auch Wellrohrkompensator) auf der Basis von Metallbälgen zur Entkopplung von Aggregatschwingungen eingesetzt.
Miniaturbälge dienen bei Piezo-Einspritzanlagen und bei Ventilantrieben als Abdichtelement. Bei Piezo-Einspritzanlagen (200 bar Betriebsdruck) absolviert jedes Balgelement über eine Milliarde Lastwechsel während der gesamten Betriebsdauer des Fahrzeugs.
Da Wellrohre auch Druck von außen widerstehen, sind sie auch in Vakuum-Anlagen anzutreffen.
Der Differenzdruck zwischen innen und außen führt zu einer axialen Kraft, die konstruktiv berücksichtigt werden muss oder auch genutzt werden kann.

### Pumpen- und Arbeitszylinder
Gasdichte Metallbälge kommen als Druckspeicher für Bremsenergie in Fahrzeugen mit Hybridantrieb zum Einsatz. 
In der Medizintechnik werden Miniaturbälge in Insulinpumpen-Implantaten eingesetzt. 

### Wärmetauscher
Wellschläuche aus Metall werden aufgrund ihrer großen spezifischen Oberfläche auch in Wärmetauschern eingesetzt.

### Drehmomentübertragung
Im Werkzeugmaschinenbau und in der Feinwerktechnik dienen Metallbalgkupplungen als dauerfeste Kupplungselemente zur spielfreien direkten Kraftübertragung des Anlauf- und Betriebsdrehmoments und gleichzeitiger Kompensation von Achsversatz.